# Serra Jordia
Serra Jordia és una masia d'Oristà (Lluçanès) inclosa a l'Inventari del Patrimoni Arquitectònic de Catalunya.

## Descripció
Masia de planta rectangular i teulat a doble vessant lateral a la façana principal. Edifici compost per planta baixa, pis i golfes. Els murs estàn construïts amb pedres irregulars i morter que mostren diverses modificacions a l'edifici original.
La porta d'entrada, que centra la façana, és adovellada i la planta baixa de la casa està coberta amb voltes de creueria. Totes les finestres tenen llindes de pedra picada.

## Història
La casa apareix documentada en una llista de masos de mitjans del segle xix, conservada a l'arxiu parroquial de la Torre d'Oristà.